# Квинт Туллий Цицерон
Квинт Ту́ллий Цицеро́н (лат. Quintus Tullius Cicero; родился в 105/102 году до н. э., Арпин, Римская республика — погиб в декабре 43 года до н. э., Рим, Римская республика) — римский военачальник, политический деятель и писатель, младший брат оратора Марка Туллия Цицерона. Принадлежал к незнатному роду из италийского муниципия. В политической карьере Квинт продвинулся до претуры (62 год до н. э.), опираясь на поддержку брата. Управлял провинцией Азия, в 58—57 годах до н. э. боролся за возвращение Марка Туллия из изгнания, в дальнейшем обеспечивал снабжение Рима сардинским хлебом. В 54—51 годах до н. э. Квинт был легатом в армии Гая Юлия Цезаря в Галлии: участвовал во втором британском походе, во главе своего легиона выдержал тяжёлую осаду во время восстания эбуронов и нервиев. В 51—50 годах до н. э. помогал брату управлять Киликией. Когда началась гражданская война между Цезарем и Гнеем Помпеем Великим, Квинт встал на сторону последнего, но активного участия в боевых действиях не принимал. В 47 году до н. э. он добился от Цезаря прощения и вернулся в Рим. После гибели Гая Юлия Квинт поддержал его убийц, в конце 43 года до н. э. был включён в проскрипционный список и убит вместе с сыном.
Квинт Туллий является автором «Краткого наставления по соисканию», написанного им для брата. Он писал также трагедии и стихи, от которых практически ничего не сохранилось. Существенная часть писем Марка Туллия Цицерона, тексты которых дошли до наших дней, была обращена именно к брату.

## Происхождение
Квинт Туллий принадлежал к муниципальной аристократии. Он был родом из Арпина, небольшого города в землях вольсков на юге Лация, жители которого обладали римским гражданством со 188 года до н. э. Отсюда же происходил Гай Марий, находившийся в свойстве с Туллиями: дед Цицерона был женат на Гратидии, брат которой женился на сестре Мария. Таким образом, племянник Гая Марк Марий Гратидиан приходился Квинту двоюродным дядей.
Отец Квинта, Марк Туллий Цицерон, был римским всадником, родовое прозвище которого, согласно Плутарху, произошло от слова «горох» (лат. Cicero). Слабое здоровье не позволило ему сделать карьеру; при этом Марк Туллий был состоятельным человеком и, в частности, владел домом в Риме. Жену Марка звали Гельвия. Это была «женщина хорошего происхождения и безупречной жизни». Её род дал Риму во II веке до н. э. двух преторов. Старший сын Марка, родившийся в 106 году до н. э., получил тот же преномен. Это был консул 63 года до н. э. и знаменитый оратор. Квинт был вторым и последним сыном в семье.

## Биография

### Ранние годы
Поскольку Квинт Туллий занимал должности эдила и претора на 4 года позже брата, родившегося в 106 году до н. э., исследователи предполагают, что сам он появился на свет в период между 105 и 102 годами до н. э. Произошло это в Арпине. Как младший сын, Квинт был в более близких отношениях с матерью и с другими старшими членами семьи: в отличие от Марка, он упоминает мать в своих письмах, а рассказ о деде по отцу и муже двоюродной бабки в трактате «О законах» старший брат вкладывает именно в его уста. Известно, что Гельвия умерла, когда оба её сына ещё были детьми.
С определённого момента Квинт проходил учёбу в Риме вместе с Марком. Переезд братьев в столицу исследователи датируют 91 или 90 годом до н. э.; в числе их наставников с 89 года до н. э. был Квинт Муций Сцевола Авгур, считавшийся лучшим юристом своей эпохи. Цицерон-младший изучал искусство красноречия, римское право, греческий язык, философию и литературу, но, в отличие от брата, ораторскому искусству предпочитал поэзию. Позже Марк говорил, обращаясь к Квинту, что тот избегает «ораторского поприща» по неясной причине: «то ли по убеждению, как ты сам утверждаешь, то ли по застенчивости и какой-то врожденной робости, как писал сам о себе отец красноречия Исократ, то ли потому, что одного-де ритора достаточно не только на одну семью, но даже чуть ли не на целое государство, как ты любишь шутливо говорить».
В 79 году до н. э., во время диктатуры Луция Корнелия Суллы, Квинт отправился на Восток — снова вместе с братом, а также с Марком Пупием Пизоном Фруги Кальпурнианом. Из Брундизия путешественники добрались до Афин (предположительно морем до Коринфа, а дальше сушей), где пробыли около года. Они посещали лекции видных философов (в частности, представителя Третьей Академии Антиоха Аскалонского), знакомились с местными достопримечательностями. Известно, что Квинта больше всего взволновали места, связанные с жизнью трагика Софокла. В марте 78 года до н. э. братья узнали о смерти Суллы, а летом отправились дальше. Предположительно именно тогда они посетили Спарту, а потом переправились в Малую Азию, где посетили Милет и Смирну. В последнем городе Квинт и Марк встретились с изгнанником Публием Рутилием Руфом. Несколько месяцев они провели на Родосе, обучаясь у местных мастеров риторики, а после этого отправились в обратный путь. Их возвращение в Рим произошло, предположительно, весной 77 года до н. э..

### Политическая карьера
Квинт Туллий был не таким болезненным, как многие его родственники (старший брат в молодости, отец, умершие рано дядя и двоюродный брат), и поэтому смог сделать карьеру политика и военного. Первой ступенью в этой карьере должна была стать квестура; предположительно Квинт на эту ступень поднялся в 68 году до н. э. Сохранилось одно письмо Марка Цицерона к Титу Помпонию Аттику, написанное в ноябре 68 года, из которого исследователи делают вывод, что в те дни семья ждала возвращения Квинта в Рим после долгого отсутствия. Речь могла идти об исполнении обязанностей квестора в одной из провинций.
В 66 году до н. э., в год претуры старшего брата, Цицерон выдвинул свою кандидатуру в плебейские эдилы и выиграл выборы совместно с Гаем Вергилием Бальбом. Курульными эдилами в один с ним год (65 до н. э.) были Марк Кальпурний Бибул и Гай Юлий Цезарь. Избрание Квинта претором пришлось на 63 год до н. э., когда его брат был консулом. В конце этого года Квинт, будучи уже претором-десигнатом, активно поддерживал Марка Туллия в его противостоянии заговору Катилины. Плутарх пишет, что Квинт «всемерно ожесточал» брата против заговорщиков накануне исторического заседания сената 3 декабря. Однако сам Цицерон-младший оказался не слишком устойчив: когда на этом заседании консул Децим Юний Силан потребовал для катилинариев казни без суда, а Гай Юлий Цезарь предложил ограничиться помещением заговорщиков под стражу в разных муниципиях и конфискацией их имущества, Квинт вместе со многими сенаторами поддержал Цезаря. Марк Туллий тут же произнёс речь («Четвёртую речь против Катилины») и в ней связал колебания присутствующих с беспокойством за его жизнь. В самом начале речи он упоминает «горе… дорогого и горячо любящего брата». В конце концов, сенат одобрил немедленную казнь катилинариев.
Коллегами Квинта по претуре снова были Цезарь и Бибул. В начале преторского года Цицерон разбил сторонников Катилины в Бруттии, которых возглавлял Гай Клавдий Марцелл. Позже он председательствовал в суде над поэтом Авлом Лицинием Архием, обвинённым в незаконном присвоении римского гражданства; защитником был его брат, и приговор был оправдательным. По истечении срока магистратуры Квинт получил в управление провинцию Азия. Соответствующее решение было принято позже обычного — 15 марта 61 года до н. э., а не 1 января.
Квинт предложил сопровождать его в Азию в качестве легата своему шурину Титу Помпонию Аттику. Но тот отказался, поскольку как раз в это время у Цицерона была очередная размолвка с женой. Легатами стали Луций Элий Туберон (свойственник Квинта) и ещё один родственник Марк Гратидий, а также Авл Аллиен.
Наместничество затянулось на три года. Известно, что в первый раз полномочия Квинта были продлены вопреки его желанию и во многом из-за стараний брата, а во второй раз — вопреки воле обоих Цицеронов. Марк Туллий, сообщая брату о втором продлении, написал: «прибавился третий год к нашей тоске и твоему труду». Правление Квинта имело позитивные последствия для провинции: проконсул простил ряду городов старые долги, добился равномерного распределения налоговой нагрузки внутри общин, отменил налог в пользу эдилов (кто-то в Риме в связи с этим жаловался, что Квинт лишил его 200 тысяч сестерциев), установил внутренний мир, достиг успехов в борьбе с разбоем. Цицерон творил справедливый суд, был открыт для жалоб провинциалов, правил добросовестно и бескорыстно. Произволу откупщиков был положен конец; многие города — Самос, Галикарнас, Траллы, Магнесия — снова расцвели под властью Рима. Наблюдатели отмечали только один серьёзный недостаток Цицерона: он часто приходил в гнев и терял контроль над собой. Впрочем, уже на второй год наместничества Квинт научился с этим справляться.

### Защитник брата

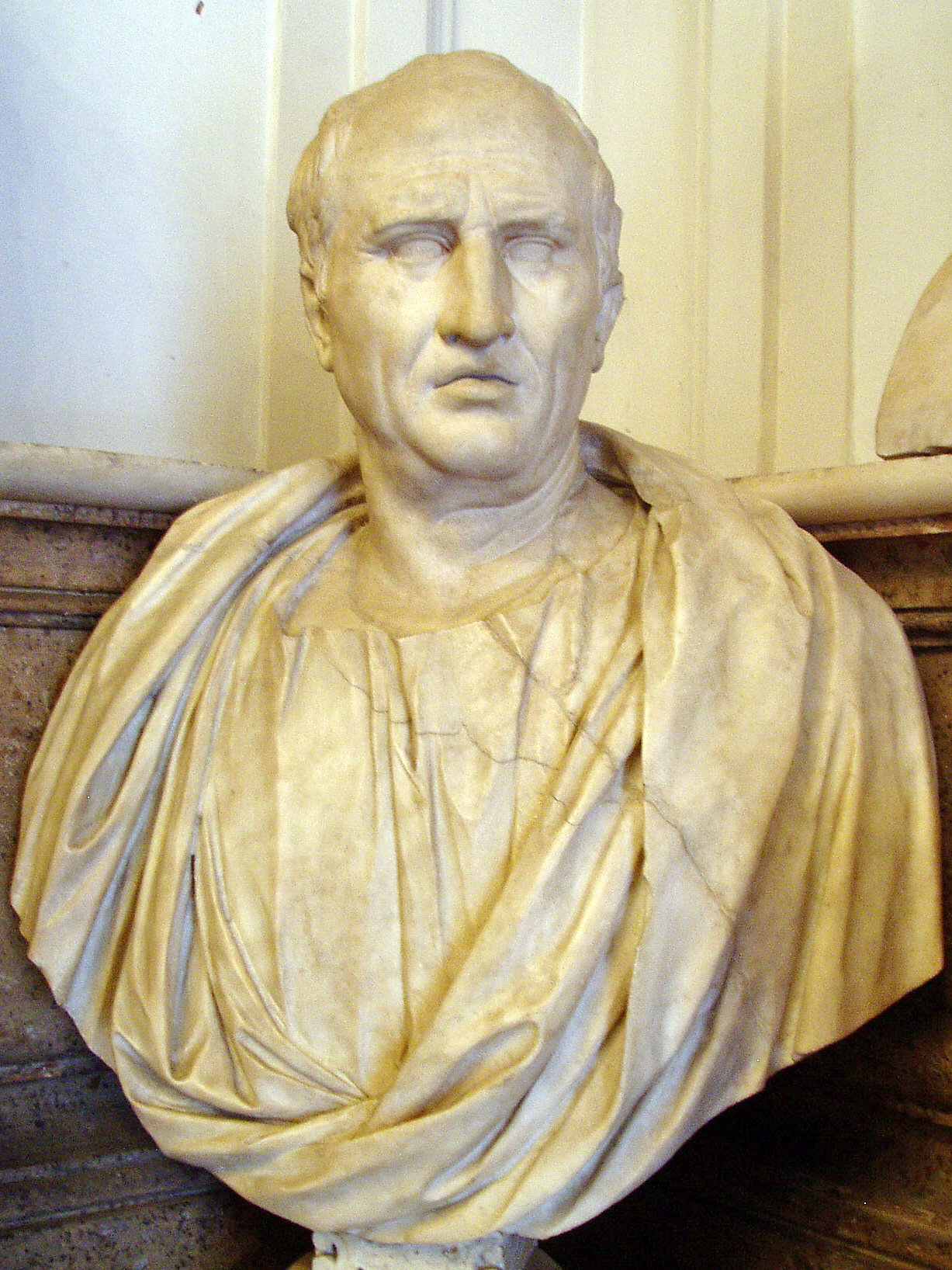
Марк Туллий Цицерон. Бюст из Капитолийских музеев в Риме

Оставить Азию Квинт смог только в апреле 58 года до н. э., когда в провинцию прибыл его преемник Тит Ампий Бальб. За три года положение семьи существенно изменилось. К власти пришёл первый триумвират (Гай Юлий Цезарь, Гней Помпей Великий, Марк Лициний Красс); действовавший в его интересах народный трибун Публий Клодий Пульхр добился изгнания Марка Туллия, обвинив его в казни без суда римских граждан. В том же апреле 58 года до н. э. Цицерон-старший уехал из Рима на Балканы, а в столице тем временем враги Туллиев готовились привлечь к суду Квинта по обвинению в злоупотреблениях в провинции. Вследствие всего этого карьерные перспективы Квинта оказались перечёркнутыми: он так и не смог предъявить претензии на консулат, хотя это был ожидаемый следующий шаг по cursus honorum.
Братья разминулись на Балканах: в одно время они двигались в разные стороны по параллельным направлениям, и сохранившаяся переписка показывает, что каждый из них хотел встречи, но не знал, где находится второй. Квинт предпочёл скорее добраться до Рима, чтобы враги не успели подать на него в суд в его отсутствие. Ехал он «в глубоком трауре и ещё большем горе», и под самым Римом его встретило множество граждан, сочувствовавших Марку Туллию.
Обвинение Квинту так и не было предъявлено. Цицерон немедленно начал добиваться возвращения брата: совместно с мужем племянницы Гаем Кальпурнием Пизоном Фруги он обратился к консулам, Луцию Кальпурнию Пизону Цезонину и Авлу Габинию, умоляя их поставить вопрос о Марке перед сенатом. Консулы отказались это сделать. Тогда сенаторы заявили, что не будут заниматься другими вопросами, пока не разберутся с этим; но и такой шаг не возымел действия. Марк Туллий к концу 58 года до н. э. был настроен настолько пессимистично, что в письме к Аттику от 29 ноября «молил и заклинал» его «любить брата Квинта, несчастного, которого я погубил в своём несчастье».
Квинт продолжал обращаться с просьбами и жалобами к сенату, народу и отдельным видным политикам (Гнею Помпею Великому, консулу 57 года до н. э. Квинту Цецилию Метеллу Непоту). Иногда это было сопряжено с риском для жизни. Так, в январе 57 года Цицерон поддержал законопроект народного трибуна Квинта Фабриция, предполагавший возвращение Марку гражданских прав, но вооружённые сторонники Публия Клодия напали на собравшихся и учинили полноценное побоище. Квинт, сброшенный с ростры, смог спастись только потому, что прикинулся мёртвым и прятался среди трупов до наступления темноты, пока клодианцы с обнажёнными мечами искали его по всему форуму.
В сентябре 57 года до н. э. Марк Туллий смог, наконец, вернуться в Рим благодаря помощи Помпея. В своей первой после возвращения речи перед сенатом он поблагодарил Квинта за поддержку:

«… Один только брат мой, который по преданности своей оказался мне сыном, по своему благоразумию — отцом, по любви — братом, кем он и был, своими траурными одеждами, слезами и ежедневными мольбами возбудил в людях желание вновь увидеть меня и оживил воспоминания о моих деяниях. Решив разделить со мной мою судьбу и потребовать, чтобы ему дали жить и умереть вместе со мной, если он, при вашем посредстве, не возвратит меня из изгнания, брат мой всё же ни разу не испугался ни трудности этой задачи, ни своего одиночества, ни сил и оружия недругов»
— Цицерон. Речь в сенате по возвращении из изгнания, 37.
Ещё один эксцесс в противостоянии Цицеронов Клодию имел место 3 ноября того же года. Клодианцы прогнали рабочих, восстанавливавших дом Марка, а находившийся рядом дом, который снимал Квинт, сначала забросали камнями, а потом сожгли. По словам Марка, «весь город смотрел, как они бросали факелы».

### Легат Помпея

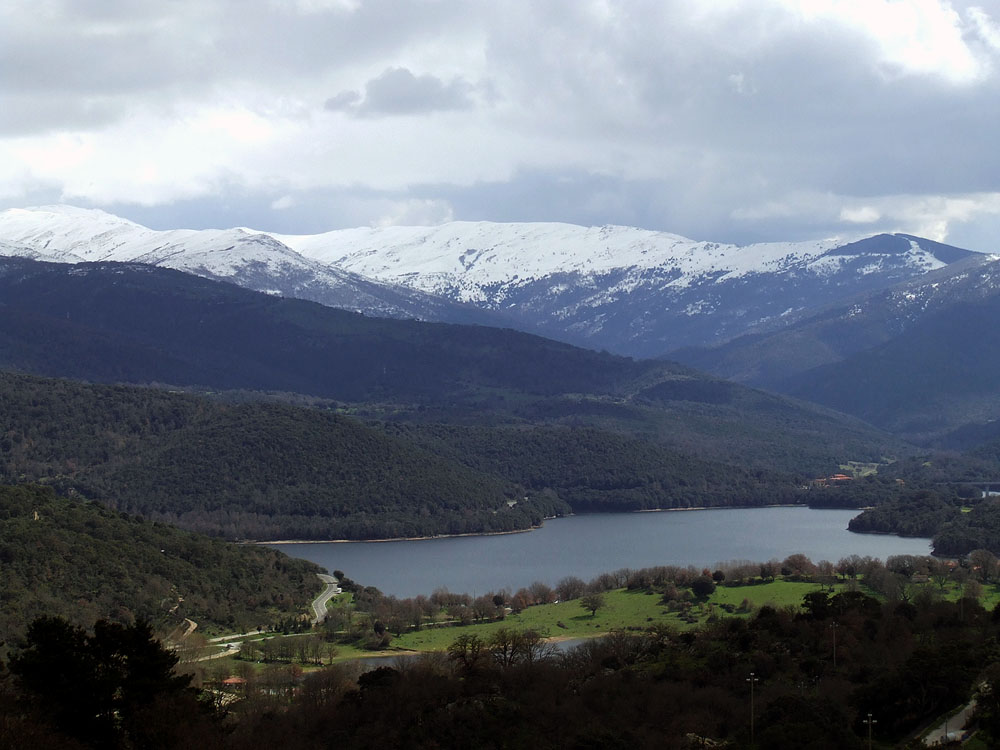
Горный пейзаж внутренней Сардинии

Осенью 57 года до н. э. Гней Помпей получил от сената полномочия по снабжению Рима продовольствием. Он имел право набрать 15 легатов. Марк Туллий отклонил сделанное ему предложение, а Квинт согласился (при этом неизвестно, занял ли он место брата или Помпей пригласил одновременно обоих Туллиев). В середине декабря Квинт, облечённый официальными полномочиями, отправился на Сардинию, где находился до июня следующего года. Всё это время Марк регулярно направлял ему письма, в которых рассказывал о жизни Рима — в частности, о процессе Публия Сестия; Квинт же написал брату только один раз — из Ольбии, чтобы сообщить о благополучном прибытии на остров.
В начале апреля 56 года до н. э. Марк посетил Помпея в Риме и попросил его возможно скорее отпустить Квинта в столицу. Тот пообещал, что в ближайшие дни отправится на Сардинию, чтобы принять дела, но отложил поездку ради встречи в Лукке с Крассом и Цезарем. Прибыв после этого на Сардинию, Помпей рассказал Квинту, что недоволен его братом: защищая Сестия, Марк обвинил триумвиров в поддержке Клодия, а позже высказался против закона Цезаря об аграрном переделе в Кампании. Помпей напомнил Квинту о своей былой поддержке и потребовал, чтобы в благодарность за это Марк никогда не выступал против Цезаря. «Если ты не переговоришь настоятельно с братом Марком, то расплачиваться придётся тебе, так как ты ручался мне за него», — эти слова Помпея прозвучали как открытая угроза и заставили братьев задуматься.
О деятельности Квинта на Сардинии хорошо отзывались как на острове, так и в Риме.

### Легат Цезаря

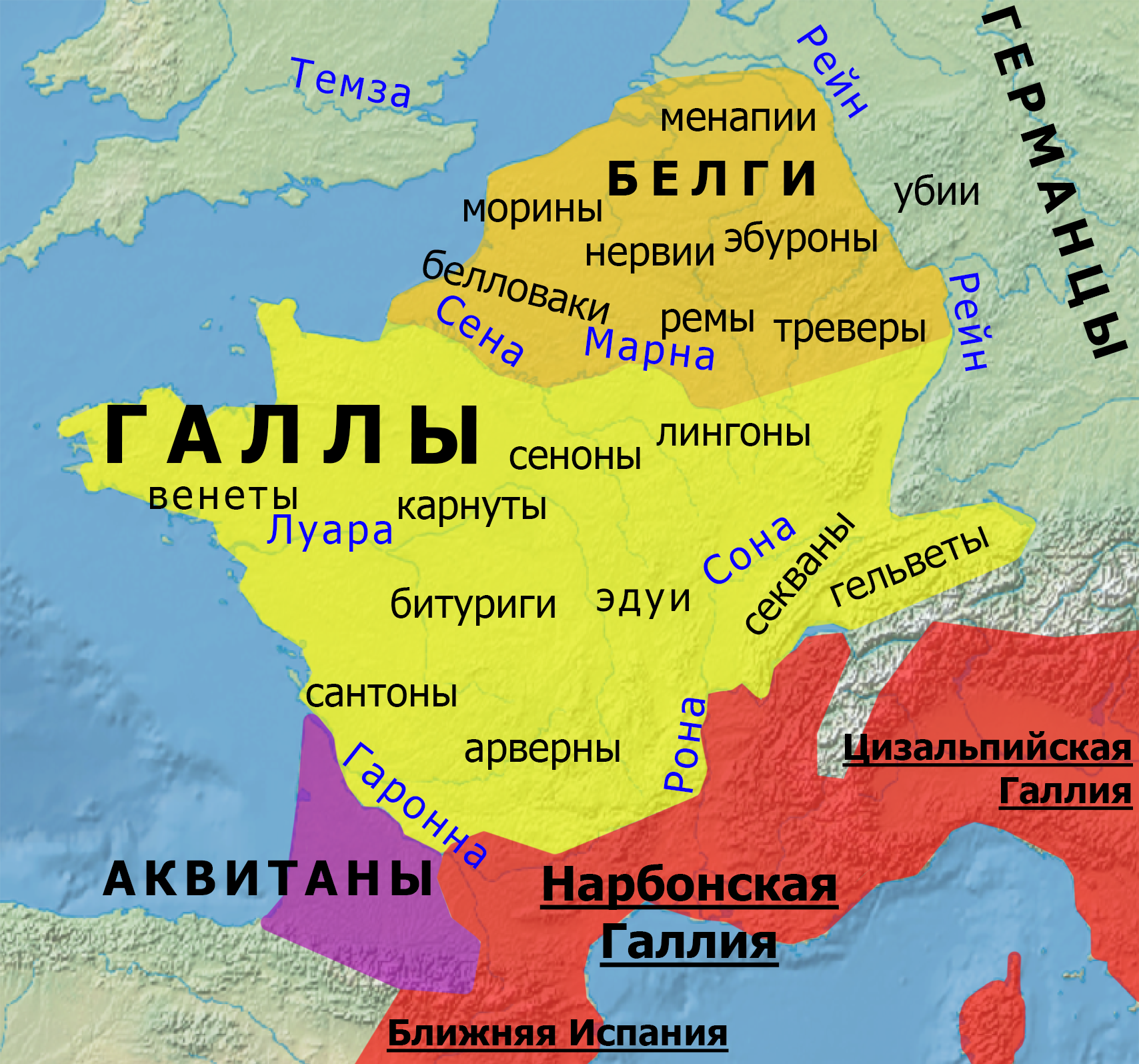
Крупнейшие племена Галлии к началу войны

Следующие два года Квинт Туллий вёл частную жизнь. В это время (56—54 годы до н. э.) произошло некоторое сближение между Марком Цицероном и Цезарем: оба политика понимали, что нужны друг другу, а Квинт, возможно, осознал необходимость сближения с Гаем Юлием даже раньше, чем брат. Поэтому, когда Цезарь предложил младшему Цицерону стать легатом в его армии, тот с готовностью согласился.
Квинт покинул Рим незадолго до 1 мая 54 года до н. э. Он встретился с Цезарем под Плаценцией в Цизальпийской Галлии, и приём был очень радушным. На тот момент Гай Юлий контролировал всю Трансальпийскую Галлию. В середине лета начался его второй поход в Британию, и Квинт принял участие в этой экспедиции во главе легиона — к большому удовольствию Марка, рассчитывавшего использовать добытый братом экзотический материал для создания эпической поэмы.
«О, каким приятным было для меня твоё письмо из Британии! — написал Марк Квинту в конце августа. — Меня страшил Океан, страшили берега острова… У тебя, я вижу, есть превосходная тема для описания. Какая перед тобой местность, какая природа, какие нравы, какие племена, какие битвы и, наконец, какой император!»
Поход не имел каких-либо серьёзных последствий. Римляне неизменно оставались победителями в небольших сражениях с бриттами Кассивелауна и продвинулись за реку Тамесий, но одержать большую победу, которая позволила бы закрепиться на острове, так и не смогли. Слухи о несметных богатствах Британии не подтвердились. Во многом именно по этой причине Квинт решил остаться в галльской армии, не довольствуясь одной кампанией: он связывал с британским походом надежды на обогащение и теперь понял, что ему потребуется больше времени, чтобы получить выгоду от службы.
Зиму 54/53 годов до н. э. Цицерон должен был провести со своим легионом в землях нервиев в Северной Галлии (это была первая зима, в которую Цезарю пришлось рассредоточить армию из-за нехватки продовольствия). Неожиданно местные племена восстали. Сначала эбуроны уничтожили 15 когорт Квинта Титурия Сабина, а потом нервии, получившие помощь от тех же эбуронов и адуатуков, напали на лагерь Цицерона. Первая атака была отбита. Тогда противник сообщил Квинту, что восстала вся Галлия, и предложил свободный проход на юг. Но легат отверг саму возможность переговоров до тех пор, пока галлы не сложат оружие.
За этим последовала осада. Повстанцы, обладавшие многократным численным превосходством (их было до 60 тысяч), окружили лагерь и предприняли серию атак; ситуация была особенно опасной для римлян на седьмой день, когда галлам удалось поджечь ряд строений. Но защитники лагеря отбивали каждый штурм, нанося врагу большие потери, а по ночам восстанавливали укрепления. По словам Цезаря, «сам Цицерон… не давал себе отдыха даже ночью, так что солдаты сами сбегались к нему и своими громкими просьбами принуждали его беречь себя».
Тем не менее осаждённые не могли продержаться долго без помощи извне. Цицерон много раз пытался сообщить о происходящем Цезарю, но галлы всякий раз ловили его вестников и казнили на виду у римлян. Наконец, слуга одного галльского аристократа, сохранившего преданность Риму, смог пробраться через блокадное кольцо. Проконсул, получив письмо, немедленно выступил из Самаробривы с двумя легионами и известил Квинта о своём походе. «Тот, просмотрев письмо, прочёл его на собрании солдат и этим чрезвычайно всех обрадовал». Нервии ушли от лагеря навстречу Цезарю. В сражении они были наголову разбиты, и после этого Гай Юлий объединил свои силы с легионом Цицерона, в котором на тот момент почти не было солдат без ранений.
После этой победы Цезарь начал карательную операцию против эбуронов. Цицерон же в это время с одним легионом, незадолго до того набранным в Цизальпийской Галлии, и двумя сотнями всадников охранял обоз в Адуатуке. Неожиданно на его лагерь напали две тысячи конных сугамбров, пришедших из-за Ренуса. На момент нападения пять когорт были на фуражировке, так что германцы едва не ворвались в лагерь; малочисленные защитники всё же смогли отразить первый натиск. Потом сугамбры напали на когорты, бывшие за пределами лагеря, и причинили им серьёзный ущерб. Прибывший в Адуатуку Цезарь «как человек, хорошо знакомый с превратностями войны», констатировал, что виной всему не оплошность Цицерона, а «игра судьбы».
В 52 году до н. э. Квинт Туллий оставался в Галлии. Предположительно именно тогда завязалась его дружба с Авлом Гирцием и Гаем Вибием Пансой, принадлежавшими к окружению Цезаря. Возможно, тогда же он познакомился и с вождём эдуев Дивитиаком (об этом знакомстве сам Квинт рассказывает в трактате брата «О дивинации»). Цицерон участвовал в подавлении Великого галльского восстания, а на зиму 52/51 годов расположился со своим легионом в Кабиллоне (нынешний Шалон-сюр-Марн) в землях эдуев.

### Легат брата
Зимой 52/51 годов до н. э. (возможно, ещё в начале зимы) Квинт Туллий сложил полномочия легата и вернулся в Рим. В это время его брат был назначен наместником Киликии, и Квинт последовал за ним на Восток вместе с сыном. Как легат-преторий (бывший претор), он был вторым по старшинству в окружении проконсула (после Гая Помптина, который занимал должность претора на год раньше). Предположительно именно брату был обязан Марк своими военными успехами. Квинт командовал одной из трёх колонн во время боёв на горе Аман в октябре, руководил осадой Пинденисса (города «свободных киликийцев») в декабре. Позже по его предложению провинциальная армия была разделена на несколько частей, которые зимовали в разных частях Киликии. Сам Квинт до июня находился на крайнем востоке; в частности, из-за этого его сын впервые облёкся во взрослую тогу в Лаодикее 17 марта 50 года до н. э. в отсутствие отца.
Марк Туллий не хотел задерживаться в провинции дольше, чем на год. В отсутствие присланного из Рима преемника он думал над тем, не оставить ли вместо себя брата. Какое-то время он считал этот вариант предпочтительным: после отъезда Гая Помптина Квинт остался единственным преторием в Киликии, к тому же управление провинцией было очень почётной обязанностью. Но в конце концов этот вариант был отвергнут: сыграли свою роль боязнь перед общественным мнением и нежелание самого Квинта задерживаться на Востоке. 30 июля 50 года до н. э. братья Цицероны отправились морем в столицу, делая в пути остановки на Родосе, в Эфесе, в Афинах. Предположительно, начиная с Патр, Квинт с сыном ехали отдельно от Марка. В конце ноября они высадились в Брундизии, а потом направились в свои владения под Арпином.

### Последние годы

Римская Республика в 40-е годы до н. э.

Вскоре после прибытия Цицеронов в Италию страна стала ареной гражданской войны. Сенат поддержал Гнея Помпея в его конфликте с Цезарем, а последний в ответ двинул армию на Рим. Братья Туллии не участвовали в судьбоносных сенатских заседаниях, но были на стороне большинства. Известно, что 3 февраля 49 года до н. э. по призыву консулов они прибыли в Капую (предполагалось, что там будет формироваться армия), но увидели, что набор практически не ведётся. Тогда они направились в Апулию, к Помпею; в пути братья узнали, что путь им перекрыт цезарианскими войсками, и вернулись сначала в Калы, а потом в свои владения в Лации, и там начали выжидать. Квинт понимал, что его переход на сторону Помпея может быть воспринят Цезарем как предательство, и боялся последствий такого решения. Тем не менее он следовал за братом.
7 июня 49 года до н. э. Квинт и Марк Туллии вместе с сыновьями отплыли, наконец, из Гаэты на Балканы, где к тому времени находились Помпей, его армия и существенная часть сената. В помпеянском лагере братья были только бездеятельными наблюдателями; когда армия ушла в Фессалию, все Туллии остались в Диррахии вместе с Марком Порцием Катоном и Марком Теренцием Варроном. Получив весть о разгроме при Фарсале (август 48 года до н. э.), они переправились на Керкиру, где произошёл последний совет всех вождей помпеянской «партии». Там Марк Туллий открыто заявил о своём нежелании участвовать в гражданской войне. Братья уехали в Патры и там на время поселились в доме старого друга Мания Курия.
Для Квинта Туллия это был очень тяжёлый жизненный этап. Цезарь вскоре разрешил Марку вернуться в Италию, а другие члены семьи такого разрешения не получили; между тем легат Цезаря Квинт Фуфий Кален занимал один греческий город за другим, приближаясь к Патрам. Квинт боялся расправы и видел в брате главного виновника происходящего. Он хотел даже отправиться к Гаю Юлию, находившемуся тогда в Азии, чтобы вымолить у него прощение. В конце концов к диктатору поехал сын Квинта, и ему удалось добиться встречи, но только в середине 47 года до н. э. в сирийской Антиохии.
Благодаря заступничеству Авла Гирция и из уважения к Аттику Цезарь простил обоих Квинтов Цицеронов. До этого Квинту-старшему пришлось целый год провести в Ахайе в состоянии полной неопределённости: Цезарь с переменным успехом вёл войны на Востоке, Грецию контролировали его легаты, в Африке помпеянцы собирали новую мощную армию. Квинт не переставал и устно, и письменно обвинять брата в своих затруднениях. Марк, тогда же ждавший окончательного решения Цезаря в Брундизии, тяжело всё это переживал. Только после того, как оба брата были прощены Цезарем, произошло их примирение.
Вернувшись в Рим, Квинт вынужденно находился в тени. Поэтому летом 46 года до н. э. он был очень рад принятию его сына в жреческую коллегию луперков (Марк по этому поводу написал Аттику, что Квинт «в четвёртый, или, лучше, тысячный раз лишён разума, если он готов радоваться луперку-сыну»). Однако служба Квинта-младшего диктатору (в частности, во время испанского похода 45 года до н. э.) отцу не нравилась.
В марте 44 года до н. э. Цезарь был убит заговорщиками. С этого момента Квинт солидаризировался в политической сфере с братом: он горячо приветствовал убийство диктатора и выступал против Марка Антония, на время возглавившего цезарианскую «партию». Квинт был очень рад тому, что его сын, сначала поддержавший Антония, позже перешёл на сторону республиканцев. В связи с событиями 43 года до н. э. (до своей гибели) он упоминается только один раз: 26 мая Квинт был в доме брата, когда тот встречался с Гаем Фурнием, легатом наместника Галлии Луция Мунация Планка.
В начале декабря того же года Квинт и его брат были на вилле под Тускулом, когда стало известно, что члены Второго триумвирата (Марк Антоний, Гай Юлий Цезарь Октавиан и Марк Эмилий Лепид) включили всех четверых Цицеронов в проскрипционный список. Это означало объявление вне закона: любой мог убить проскрибированных и даже получить за это награду. Было решено ехать в приморское имение Марка Астуру, а оттуда плыть в Македонию, которую контролировал тогда один из убийц Цезаря Марк Юний Брут. Известно, что Квинта и Марка, «обессилевших от горя», несли в носилках, и, «часто отдыхая дорогой и ставя рядом носилки, они вместе оплакивали свою судьбу». Квинт особенно пал духом. Его к тому же беспокоило то, что он не успел взять что-либо из дома, а у Марка было совсем немного денег при себе. Поэтому Квинт решил поехать домой, взять всё необходимое и встретиться с братом на побережье. Расстались Цицероны, «громко рыдая».
Дома Квинта и его сына выдали собственные рабы. Согласно Аппиану, Квинт-старший «просил убийц умертвить его ранее сына, а так как сын обращался с противоположной просьбой, убийцы сказали, что уладят их спор, и, разбившись на две группы, умертвили их, по данному знаку, обоих одновременно».

## Частная жизнь
Квинт Туллий был женат на принадлежавшей к всаднической семье Помпонии — дочери Тита Помпония Аттика и Цецилии, сестре лучшего друга его брата. Именно вследствие этой дружбы и был заключён брак, который, правда, оказался несчастливым. Марку Туллию нередко приходилось становиться посредником между супругами, а также между Квинтом и его шурином. Помпония была, по-видимому, заметно старше мужа, к тому же в семье постоянно возникали разногласия из-за финансов. В переписке Марка и Квинта много раз упоминаются материальные проблемы последнего, но однозначной трактовке эти упоминания не поддаются.
Одну из семейных сцен, имевших место на вилле Квинта накануне отъезда братьев в Киликию, Марк описывает в своём письме Аттику. Хозяин дома поручил подготовку праздничного обеда не жене, а одному из вольноотпущенников; когда он попросил Помпонию возлечь во главе стола, та в гневе ответила, что чувствует себя в собственном доме гостьей, а не хозяйкой. Квинт, выслушав это, сказал со вздохом: «И вот что приходится мне сносить чуть ли не каждый день!» Помпония ушла к себе, отправленные ей кушания отослала обратно, а ночью не пустила мужа к себе на ложе.
Несмотря на постоянно возникавшие проблемы, брак продлился более 20 лет. В течение 45 года до н. э. супруги окончательно отдалились друг от друга, а в начале 44 года произошёл формальный разрыв. Квинту стоило больших трудов вернуть жене приданое; тем не менее он чувствовал себя освобождённым после развода. Известно, что Цицерон «страшился мыслей о новом браке». При этом в источниках глухо упоминаются его планы жениться на некоей Аквилии, против которых решительно выступил сын. В любом случае второму браку помешало обострение политической ситуации.
У Квинта Туллия и Помпонии родился (в конце 67 или начале 66 года до н. э.) единственный сын, получивший преномен отца. Известно, что его вспыльчивый и злобный характер много раз заставлял отца беспокоиться и причинял ему боль.
Квинт унаследовал отцовский дом в Риме и земли под Арпином. В какой-то момент у него появились также владения под Тускулом, но в 61 году до н. э. Цицерон их продал: он предпочитал отдыхать в родовом поместье. Тогда же, готовясь надолго уехать в Азию, Квинт купил дом в Аргилетуме в Риме. В последующие годы он этот дом сдавал, а сам арендовал особняк у Элиев. К 54 году до н. э. он построил для своей семьи дом в самом престижном районе Рима — на Палатине.

## Литературная деятельность
«Хотя у тебя и достаточно всего того, что человек может приобрести природным умом или опытом, или стараниями, однако, ввиду нашей взаимной любви, я счел нелишним подробно написать тебе то, что мне приходило на ум, когда я размышлял дни и ночи о твоем соискании, — не для того, чтобы научить тебя чему-нибудь новому, но чтобы изложить с единой точки зрения, по плану и порядку, то, что в жизни оказывается разбросанным и неопределенным».
В 65 или 64 году до н. э. Квинт Туллий написал «Краткое наставление по соисканию» — небольшое сочинение прикладного характера, текст которого полностью сохранился. Это свод практических советов Квинта брату о том, как лучше добиваться магистратуры «новому человеку». Главные подспорья в этом деле, по мнению автора, — помощь друзей и расположение народа, а последнее можно получить, убедив разные категории граждан, что избрание конкретного кандидата будет им выгодно. Текст «Наставления» полностью сохранился в составе сборника писем Марка Туллия Цицерона. В историографии выдвигалась гипотеза о том, что это произведение было написано позже каким-то неизвестным автором, но уже к середине XX века было доказано авторство Квинта.
Квинт занимался поэзией и драматургией. Во время наместничества в Азии он начал работу над «Анналами», которые предположительно были ближе по стилю к Квинту Эннию, чем к историописанию I века до н. э. Осенью 54 года до н. э. Квинт сообщил Марку из Галлии, что за 16 дней «закончил четыре трагедии». По названиям известны три — «Электра» («причём жестокая», как написал автор), «Эригона», единственная рукопись которой была потеряна на пути из Галлии в Рим, и ещё одна, называвшаяся либо «Троада», либо «Троил», либо «Аэропа». Предположительно всё это были дилетантские опусы, написанные очень близко к греческим образцам (антиковед Михаэль фон Альбрехт называет Квинта классицистом) и получившие известность только в пределах узкого круга читателей. От текста этих трагедий ничего не сохранилось.
Кроме «Наставления», из творческого наследия Квинта сохранились двадцать стихотворных строк, написанных гекзаметром, а также четыре письма — одно к брату и три к его вольноотпущеннику Марку Туллию Тирону. Марк Туллий хвалил стиль брата, но историки не видят в этом стиле ничего примечательного.

## Память и оценки личности и деятельности
Античные источники содержат много информации о Квинте Туллии не из-за его собственного значения, а только потому, что старшим братом Квинта был великий оратор. Довольно успешной гражданской карьерой Цицерон был во многом обязан брату: эдилом он был выбран в год претуры Марка Туллия, а претором — в год консулата последнего. При этом Квинт был, по-видимому, способным офицером.
Сохранившиеся прижизненные свидетельства о Квинте принадлежат исключительно его брату. Отношения между двумя Цицеронами были очень сердечными до 48 года до н. э., а после примирения — почти такими же хорошими, как раньше. В письмах Марка есть множество свидетельств братской любви. При этом Корнелий Непот отмечает, что Марк был теснее связан со своим шурином Аттиком, чем с братом. Цицерон-старший пишет о чрезмерной раздражительности Квинта, об изменчивости его настроений и суждений, но в то же время о его доброте и душевной мягкости. В целом исследователи считают Квинта человеком с желчным и эгоистическим характером, «легкомысленным и необузданным».
Квинт стал важным действующим лицом в двух трактатах брата. В диалоге «О дивинации» («О предвидении»), написанном в 44 году до н. э., он излагает взгляды стоиков на основную проблему: по его мнению, будущее может быть предсказано. При этом Цицерон вместо аргументов приводит только многочисленные примеры из стоической литературы, и во второй книге трактата брат побеждает его в диспуте. В диалоге «О законах» Квинт осуждает политиков-популяров. В обоих трактатах он отстаивает крайне консервативные взгляды.
Цицерон является персонажем цикла исторических романов австралийской писательницы Колин Маккалоу. В частности, в романе «По воле судьбы» (1997 год) описывается осада лагеря Квинта нервиями.